# Tjerna gora (distrikt i Bulgarien, Pernik, Obsjtina Pernik)
Tjerna gora (bulgariska: Черна гора) är ett distrikt i Bulgarien.   Det ligger i kommunen Obsjtina Pernik och regionen Pernik, i den västra delen av landet, 30 km väster om huvudstaden Sofia.
I omgivningarna runt Tjerna gora växer i huvudsak blandskog. Runt Tjerna gora är det ganska tätbefolkat, med 185 invånare per kvadratkilometer.